# Angelo Abenante
Angelo Abenante (Torre Annunziata, Nápoles, 10 de mayo de 1927 - 27 de marzo de 2024) fue un sindicalista y político italiano.

## Biografía
Miembro del Partido Comunista Italiano (PCI), ha sido concejal municipal y provincial, diputado y senador de la República Italiana, presidente regional de la Liga de Cooperativas de Campania y sindicalista de la Confederación General Italiana del Trabajo (CGIL).

## Obras
- 1898: la rivolta del pane, Napoli, A. De Frede, 2017. ISBN 978-88-99926-09-0
- Gino Alfani: il primo deputato comunista campano, Napoli, Libreria Dante & Descartes, 2013.
- Per la libertà: sorvegliati dall'OVRA a Torre Annunziata, Napoli, Libreria Dante & Descartes, 2009. ISBN 978-88-6157-073-3
- Velia: Scritti antichi, a cura di A.A., prefazione di Luigi Labruna, Napoli, La città del sole, 2005. ISBN 88-8292-281-2
- Maccaronari; prefazione Antonio Alosco, postfazione Giuseppe Zollo, Napoli, Novus Campus, 2002.
- Napoli 1943-1947: una cronaca comunista, con Aldo Abenante, Napoli, Libreria Dante e Descartes, 1999.
- Velia, città greca, a cura di A.A., Napoli, Ed. Intra Moenia, 1996.